# 色部
色部，為漢字索引中的部首之一，康熙字典214個部首中的第一百三十九個（六劃的則為第二十二個）。在傳統漢字與中文簡化字中，其都被歸為六劃部首。色部只以右方為部字。且無其他部首可用者將部首歸為色部。

## 部首單字解釋
1.光射入視網膜所引起的視覺作用。又讀ㄕㄞˇ。
2.面部的表情、神態。
3.指美艷的姿容，多形容女性，即美色、美貌。
4.景色、景象。
5.佛教名詞，與心相對，指一切物質的存在。參「心」和「色」條目。
6.種類。
7.品質、成分。多指金銀等物品。
8.性慾。
9.腳色。
10.娼妓。
11.發怒變臉或憤怒的面孔。
12.神情、精神。

## 字形

金文（春秋）
大篆
小篆

## 字例
（依Unicode排名）
| 除部首外之筆劃 | 字例 -{ |
| -------------- | ------- |
| 0              | 色      |
| 3              | 䒊      |
| 4              | 艳      |
| 5              | 𦫘䒋艴  |
| 8              | 艵      |
| 10             | 䒌䒍    |
| 12             | 䒎䒏    |
| 13             | 艶      |
| 16             | 䒐      |
| 18             | 艷 }-   |